# 上海市人民政府驻哈尔滨办事处
上海市人民政府驻哈尔滨办事处，简称上海驻哈办，是上海市人民政府派驻中国东北三省地区的常设办事机构，归口上海市人民政府办公厅管理，是上海市加强同中国东北三省之间政治、经济、科技交流协作的重要渠道，办事处下设秘书处与业务处两个职能部门，机关办公地点为哈尔滨市南岗区吉林街13号。

## 历史沿革
1986年8月，为推动改革开放，与国内省市区进行经济合作，上海市委、市政府领导决定在国内主要城市设立办事处。1987年1月，上海市人民政府驻哈尔滨办事处成立。

## 联系区域
目前，上海市人民政府驻哈尔滨办事处负责联系黑龙江省、吉林省、辽宁省，促进上海与上述地区的经济合作交流。上海驻哈办推动上海与各地在农业、科技、文化、教育、人才、旅游等领域的合作与交流，发挥对驻地企业的服务指导作用，为振兴东北老工业基地服务。

## 组织结构

### 内设机构
- 秘书处
- 业务处

### 驻地企业
| - 上海白猫有限公司哈尔滨分公司 - 哈尔滨爱达投资置业有限公司 - 上海汽车工业销售总公司黑龙江分销中心 - 黑龙江宝驰龙汽车销售服务有限公司 - 上海贝尔公司黑龙江分公司 - 上海航空公司哈尔滨经营部 - 联华超市有限公司东北地区总部 - 上海永大机电工业有限公司 - 黑龙江光明松鹤乳品有限责任公司 - 上海凯泉泵业集团哈尔滨分公司 - 中国第一铅笔方正有限公司 - 上海家化联合公司哈尔滨经营部 - 华联吉买盛东北区公司 - 上海三菱电梯有限公司黑龙江分公司 - 黑龙江大众房地产综合开发有限公司 - 哈尔滨上海三枪内衣销售有限责任公司 | - 哈尔滨金星电视销售有限责任公司 - 上海依福瑞实业有限公司哈尔滨办事处 - 上海福祥陶瓷有限公司哈尔滨销售部 - 上海帝高羊绒销售公司哈尔滨办事处 - 哈尔滨上海三菱电梯安装销售维修中心 - 上海威尔逊通用设备有限公司 - 上海太太乐调味食品有限公司哈尔滨分公司 - 上海彭浦巨力工程机械有限公司东北销售处 - 大连东生服饰有限公司 - 上海航星机械（集团）有限公司 - 哈尔滨申诚经贸有限公司 - 上海羊羊羊哈市经营部 - 哈尔滨市上仪自动化仪表销售有限公司 - 申银万国证券公司 - 哈尔滨夏菁空调成套设备工程有限公司 - 上海浦东发展银行哈尔滨分行 |